# Костопільський повіт
Костопільський повіт (пол. Powiat kostopolski) — адміністративно-територіальна одиниця на окупованих Українських землях у складі Волинського воєводства міжвоєнної Польщі.

## Історія
Утворений 1 січня 1925 р. з частини колишнього Рівненського повіту Волинської губернії. Адміністративним центром було місто Костопіль. Повіт складався з 6 сільських ґмін (Деражненської, Стидинської, Степанської, Березненської, Костопільської і Людвіпольської) та 2 міські ґміни (Костопіль і Березне); 233 сільська громада — Солтиство (солецтво) i 2 міста.
1 липня 1926 р. зі Степанської гміни Костопільського повіту вилучено колонії Ост і Фільварок та включено їх до Нєновіцької гміни Сарненського повіту.
Розпорядженням міністра внутрішніх справ 27 жовтня 1933 р. розширено територію міста Березне шляхом вилучення з сільської ґміни Березне і включення до міста передмістя Березне, передмістя Сільце і маєтку Липки.
27 листопада 1939 р. включений до новоутвореної Рівненської області. 17 січня 1940 р. ліквідований у зв'язку з переформатуванням на райони:
1. Костопільський район – з Костопільської волості і м. Костопіль з центром в м. Костопіль;
2. Березнівський район – з Березнівської волості з центром в с. Березна;
3. Деражнянський район – з Деражненської і Стидинської волостей

з центром в с. Деражне;
1. Соснівський район – з Людвипільської волості з центром в с. Соснове;
2. Степанський район – зі Степанської волості з центром в с. Степань.

## Географічні дані

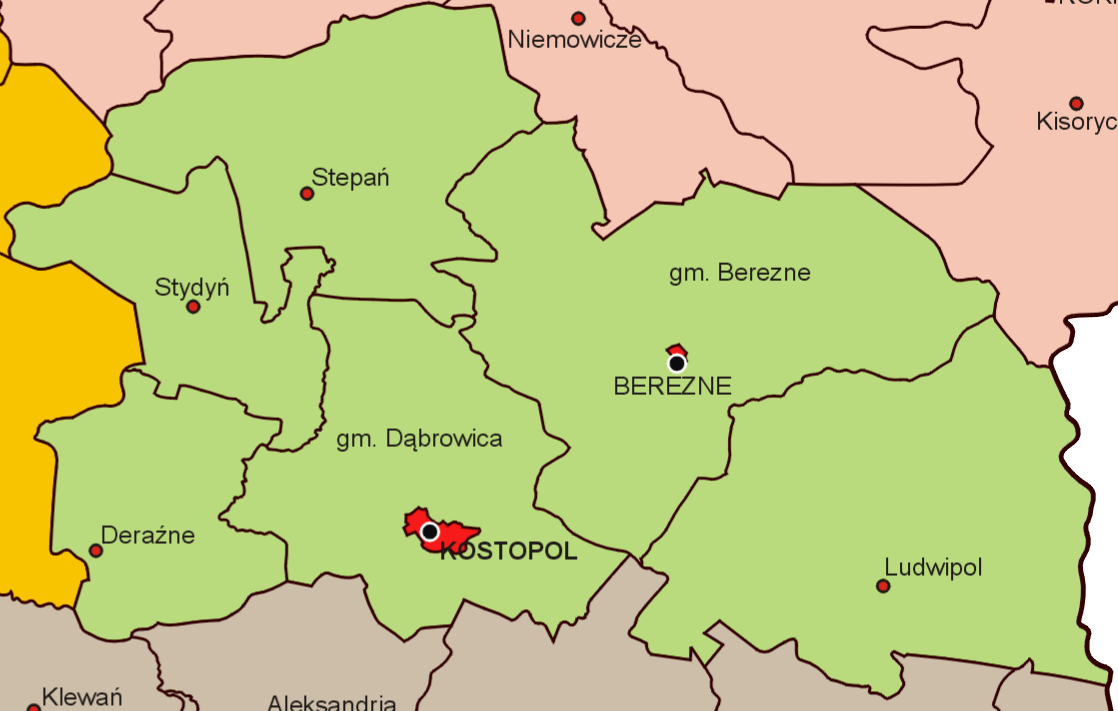
Костопільський повіт

Повіт займав північно-східну частину воєводства і межував із заходу з Луцьким повітом, з півночі — з Сарненським, з півдня — Рівненським повітом, а зі сходу — з СРСР.
Площа повіту становила 1.757 км2, населення було 122 тис. осіб (за переписом 1931 року), а густота населення становила 69,5 осіб на 1 км2. Крім української більшості (69,0 %) були польська і єврейська меншини.

## Адміністративний поділ
Міські ґміни:
1. містечко Березне
2. м. Костопіль

Сільські ґміни:
1. Ґміна Березне — центр у містечку Березне, яке до складу ґміни не входить
2. Ґміна Деражне
3. Ґміна Костопіль — центр у м. Костопіль, яке до складу ґміни не входить
4. Ґміна Людвіполь
5. Ґміна Стидин
6. Ґміна Степань